# Дмитровское сельское поселение (Брянская область)
Дмитровское се́льское поселе́ние — муниципальное образование в Почепском районе Брянской области Российской Федерации.
Административный центр — село Дмитрово.

## География
Находится в северо-восточной части Почепского района Брянской области. Административный центр — село Дмитрово.

## История
Статус и границы сельского поселения установлены Законом Брянской области от 9 марта 2005 года № 3-З «О наделении муниципальных образований статусом городского округа, муниципального района, городского поселения, сельского поселения и установлении границ муниципальных образований в Брянской области».

## Население
| 2010 | 2011 | 2012 | 2013 | 2014 | 2015 | 2016 | 2017 | 2018 |
| ---- | ---- | ---- | ---- | ---- | ---- | ---- | ---- | ---- |
| 666  | ↘665 | ↘649 | ↘630 | ↘596 | ↘580 | ↘564 | ↗566 | ↘550 |
| 2019 | 2020 | 2021 |      |      |      |      |      |      |
| ↘541 | ↘532 | ↘521 |      |      |      |      |      |      |

## Состав сельского поселения
| №  | Населённый пункт | Тип населённого пункта       | Население |
| -- | ---------------- | ---------------------------- | --------- |
| 1  | Волохи           | деревня                      | →1        |
| 2  | Граборовка       | деревня                      | →17       |
| 3  | Дмитрово         | село, административный центр | ↘363      |
| 4  | Именка           | деревня                      | ↘9        |
| 5  | Кувшиново        | деревня                      | →0        |
| 6  | Липки            | посёлок                      | ↘4        |
| 7  | Михайловка       | посёлок                      | →2        |
| 8  | Папсуевка        | деревня                      | ↘179      |
| 9  | Пашичи           | посёлок                      | ↘0        |
| 10 | Подыменка        | деревня                      | ↗14       |
| 11 | Покровка         | деревня                      | →10       |
| 12 | Путиловец        | посёлок                      | ↘3        |
| 13 | Рудня            | деревня                      | ↘11       |
| 14 | Федоровка        | деревня                      | ↘17       |